# Хадар (Ефіопія)
Хадар (також вимовляється Адда Да'ар) — село в Ефіопії в південній частині Афарського трикутника. Відоме численними палеонтологічними знахідками, зробленими в його околицях.
Згідно із старовинними картами, в 10-15 км від Хадара в давнину проходив караванний шлях. У 1928 році британський дослідник Л. Несбітт в одній зі своїх подорожей пройшов в 15 км західніше Хадара. До кінця 1960-х років, коли в районі Хадара почала роботу міжнародна палеонтологічна експедиція, Хадар був відрізаним від цивілізованого світу населеним пунктом.

## Адміністрація
Хадар розташований у воредs (районі) Мsлле, який є частиною Адміністративної зони 1 району Афар. Центральне статистичне агентство Ефіопії не публікувало даних про населення Хадара.
4 лютого 2007 року Афарский регіональний кабінет схвалив створення нової вореди з адміністративним центром в Хадарі, в яку входила західна частина вореди Мілле.

## Палеантропологічні знахідки
Першу геологічну зйомку околиць Хадара провів в 1970 році Моріс Тайєб. Він потрапив туди по одній з приток річки Леді (Ledi River), яка починається на високогір'ї на північ від Баті і впадає в Аваш. На цій території Тайєб виявив декілька ділянок, багатих скам'янілостями, і повернувся туди з геологічною партією в травні 1972 року. У жовтні 1973 року в Хадар прибула міжнародна експедиція у складі 16 чоловік, яка пробула там 2 місяці і виявила колінний суглоб австралопітека, що прекрасно зберігся. За даними Тайєба, місцева формація, названа ним «формація Хадар», містить шари віком 3,5-2,3 млн років, тобто датуються пізнім пліоценом.
Один з керівників міжнародної експедиції, палеантрополог Дональд Джохансон, повернувся в Хадар в 1974 році і зробив одну з найбільш видатних знахідок в історії палеоантропології — скелет самиці австралопітека, що майже повністю зберігся. Згодом він став широко відомий під назвою «Люсі». У 1975 році в тому ж районі Джохансон виявив рештки групи австралопітеків, всього понад 200 кісток, що дістали назву «перша родина» (AL 333). Ця і подальші знахідки в Хадарі привели до виділення нового виду австралопітека, названого «австралопітек афарський». Так само в Хадарі було виявлено верхню щелепу AL 666-1 виду Homo habilis віком 2,33±0,07 млн років.
Через тридцять років після «Люсі» у формації Хадар біля села Дикіка була здійснена ще одна відома знахідка — череп, що добре зберігся, і верхня частина торсу 3-річного дитинчати австралопітека афарського, названого «Селам».

### Ресурси Інтернету
- copy.html Photo gallery from a University of Washington archaeological field season[недоступне посилання з липня 2019].